# 章利片
章利片（根据《汉语官话方言研究》；《中国语言地图集》称章桓小片，归沧惠片）是冀鲁官话的一个分支，分布在山东省北部。该小片分两部分，中间有冀鲁官话沧惠片阳寿小片相隔。

## 特征
1. 清入字基本独立成调。
2. 除利津外，其他地点阳平与上声同调，为4个调类。利津阳平和上声不混，为5个调类。